# 大教堂廣場 (格拉斯哥)

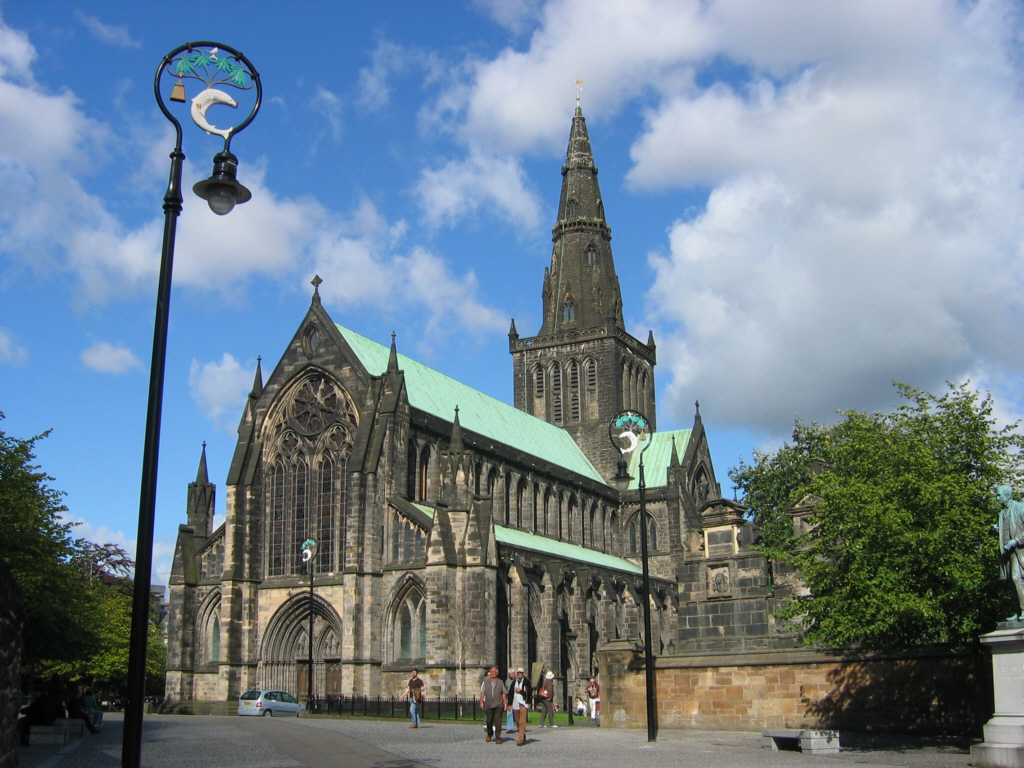

大教堂廣場（Cathedral Square）是蘇格蘭格拉斯哥的一個公共廣場，也是格拉斯哥市中心的六座廣場之一。格拉斯哥大教堂、教會采地主權等地標位於大教堂廣場附近。